# 諸星堇
諸星堇（日语：／ Morohoshi Sumire，1999年4月23日—），童星出身，是女性聲優、演員、歌手。神奈川縣足柄上郡大井町出身，身高151公分。A型血。向日葵劇團所屬。䁥稱「すーちゃん」

## 簡歷
- 以本名活動，起初雙親命名「莉音」，因出生時右半身麻痺，無法自力喝奶，即便此後麻痺伴隨一生也能簡單寫自己的名字，而改為平假名。幸好麻痺症狀在出生數個月後消失。[2]
- 3歲加入劇團。9歲時演出《鋼之鍊金術師 FULLMETAL ALCHEMIST》的角色「妮娜·塔克」，與年幼声質相反的出色演技，備受声優朴璐美、釘宮理惠及内海賢二等人的好評。
- 憧憬的声優，則是舉所看過的《孟漢娜》、為其配音的白石涼子。
- 2009年起主要從事配音事業，以演員身份活躍於電視劇和文藝演出。 2019年10月30日，收錄電視動畫《小書痴的下剋上》片頭曲“真つ白”的專輯《smile》以歌手身份出道。
- 入團的原因之一是因為她憧憬著《千與千尋》的湯婆婆這個人物形象，並對父母說：「すみれ，要當湯婆婆。」。
- 2006年，當她7歲以凱莉一角出演《血色花園》時，被一同出演的子安武人的演技驚豔到，她表示：「我被改變現場氣氛的聲音淹沒了」。 在那時，令她意識到自己是一名專業人士。
- 擅長唱歌，擁有英語檢定2級資格。
- 2018年3月，畢業於堀越高等學校。
- 2022年3月26日，畢業於青山學院大學。
- 於2022年4月25日宣佈開設YouTube頻道。

## 演出作品

### 電視動畫
2006年
- 血色花園（凱莉）

2009年
- 屍姬 玄（頭屋）
- 鋼之鍊金術師 FULLMETAL ALCHEMIST（妮娜·塔克）

2010年
- 學生會長是女僕（幼年美咲）
- 海月姬（水水）
- HEROMAN（貝蒂）
- 少年犯罪檔案（花）

2011年
- 青之驅魔師（結衣）
- 星際寶貝～最棒的朋友～（莉蘿〈幼年〉、莉蘿的女兒）
- NO.6（莉莉）

2012年
- 織田信奈的野望（姬巫女）
- 就算是哥哥，有愛就沒問題了，對吧（鷹乃宮亞里沙）
- 偶像學園（星宮莓）
- 遊戲王ZEXAL（小久）

2013年
- GJ部（天使聖羅）
- 果然我的青春戀愛喜劇搞錯了。（鶴見留美）

2014年
- 東京喰種（笛口雛實）
- GJ部@（天使聖羅）
- 日常生活中的異能戰鬥（高梨舞矢）

2015年
- 東京喰種√A（笛口雛實）
- 蒼穹之戰神 EXODUS（日野美羽）
- 果然我的青春戀愛喜劇搞錯了。續（鶴見留美）
- 排球少年！！第二季（谷地仁花）

2016年
- 風之又三郎（兔）
- 文豪Stray Dogs（泉鏡花）
- 偶像學園STARS！（如月翼）
- Fate/kaleid liner 魔法少女☆伊莉雅 3rei!!（艾莉嘉·恩茲華斯）
- 文豪Stray Dogs 第2期（泉鏡花）
- 排球少年！！烏野高中VS白鳥澤學園高中（谷地仁花）

2017年
- 小魔女學園（安娜貝爾）
- 廢天使加百列（漢尼爾）
- Hand Shakers（芥川小代理）
- 巴哈姆特之怒 VIRGIN SOUL（妮娜·多蘭格[3]）
- 異世界食堂（希雅·哥爾多）
- 舞動青春（赤城真子）
- 偶像學園STARS！（星宮莓）
- 犬屋敷（渡邊紫音）

2018年
- POP TEAM EPIC（POP子〈第8話A段〉）
- 按一按發明PIKACHIN-KIT（皮卡波）
- 三顆星彩色冒險（女高中生）
- 紫羅蘭永恆花園（安·馬格諾利亞）
- 魔法使的新娘（史帖拉）
- 小松先生 第二季（菊）
- 東京喰種:re（笛口雛實）
- 偶像活動Friends！（可可）
- 精靈寶可夢 太陽&月亮（阿塞蘿拉[4]）
- 東京喰種:re 第2期（笛口雛實）
- 七大罪 戒律的復活（葛拉德）

2019年
- W'z（芥川小代理）
- 明治東京戀伽（綾月芽衣[5]）
- 約定的夢幻島（艾瑪[6]）
- 文豪Stray Dogs 第3期（泉鏡花）
- 偶像活動 on Parade！（星宮莓、可可、如月翼）
- 七大罪 眾神的逆鱗（葛拉德）
- 星合之空（竹之內杏）

2020年
- 排球少年！！ TO THE TOP（谷地仁花）
- 魔法紀錄 魔法少女小圓外傳（柊音夢）
- 戀愛中的小行星（七海悠）
- BNA Brand New Animal（影森滿）
- 噴嚏大魔王2020（小哈欠）
- 超異域公主連結 Re:Dive（禊[7]）
- 昨日之歌（江古田）
- 神奇柑仔店 錢天堂（宮木惠美）
- 池袋西口公園（郭順貴）
- 我立於百萬生命之上（遊戲管理員〈少女〉）

2021年
- 約定的夢幻島 第2期（艾瑪）
- 偶像學園Planet！（明亮藍寶石）
- 文豪Stray Dogs 汪！（泉鏡花）
- 七大罪 憤怒的審判（葛拉德）
- 大運動會ReSTART！（明星彼方）
- 魔法紀錄 魔法少女小圓外傳 2nd SEASON -覺醒前夜-（柊音夢）
- 叫我對大哥（よっちゃん）
- 百萬噸級武藏（霧島ジュン）
- 魯邦三世 PART6（莉莉·華生）

2022年
- 超異域公主連結 Re:Dive Season 2（禊）
- 海螺小姐（ぼっこちゃん[8]）
- 魔法紀錄 魔法少女小圓外傳 Final SEASON -淺夢的黎明-（柊音夢）
- POP TEAM EPIC（第2期）（女主角[9]）
- 百萬噸級武藏（第2期）（霧島ジュン）

2023年
- 狩火之王（燐）
- 文豪Stray Dogs 第4期（泉鏡花[10]）
- 大雪海的卡納（チル）
- 躍動青春（小文）
- 放學後失眠的你（野野三奈[11]）
- 魔法使的新娘 SEASON2（史帖拉）
- Fate/strange Fake -Whisper of Dawn-（緹妮·契爾克[12]）
- 文豪Stray Dogs 第5期（泉鏡花）
- 無職轉生II～到了異世界就拿出真本事～（茱麗葉特[13]）
- 米奇與達利 惡童物語（梅特麗[14]）
- 聖魔大戰 BIKKURI-MEN（英语：ビックリメン）（七香[15]）
- 吉伊卡哇（みどり）

2024年
- 指尖相觸，戀戀不捨（糸瀨雪[16]）
- 外科醫生愛麗絲（心菜）
- 七大罪 啟示錄四騎士（少女、關妮薇）
- 最強肉盾的迷宮攻略～擁有稀少技能體力9999的肉盾，被勇者隊伍辭退了～（菲亞）
- 狩火之王 第2期（燐）
- 身為VTuber的我因為忘記關台而成了傳說（神成詩音[17]）
- 敗北女角太多了！（馬剃天愛星[18]）
- 七大罪 啟示錄四騎士 第2期（關妮薇）

2025年
- 末日後酒店（[19]）
- GRAND BLUE 碧藍之海 第2季（北原栞[20]）
- Fate/strange Fake（緹妮·契爾克[21]）

2026年
- 複製品的我也會談戀愛。（小直／愛川素直[22]）

### OVA
2016年
- 排球少年！！「VS不及格」（谷地仁花）

### 網路動畫
2019年
- ULTRAMAN（佐山玲奈）
- 爆旋陀螺Burst G（格溫·龍尼）

2020年
- 攻殼機動隊：SAC_2045（柚）

2021年
- 義呆利 World★Stars（捷克）
- 寶可夢進化（小桃）

### 劇場版動畫
2009年
- 夏日大作戰（陣內真緒）
- 新子與千年魔法（多美）
- 雷頓教授與永遠的歌姬（米麗娜·維斯拉〈7歲〉）
- 最终幻想VII 降临之子<完全版>（瑪琳）

2010年
- 昆蟲物語 蜜蜂哈奇～勇氣的旋律～（布蘭卡）
- 蒼穹之戰神 HEAVEN AND EARTH（日野美羽）

2011年
- 對某飛行員的追憶（璜娜·戴爾·摩萊爾〈少女時代〉）
- 麻吉妖怪島（菊）

2013年
- 神奇寶貝劇場版：神速的蓋諾賽克特 超夢覺醒（水蓋諾賽克特）
- （優優）

2014年
- 劇場版 偶像學園！（星宮莓）

2015年
- 怪物的孩子（チコ）
- 劇場版 明治東京戀伽 〜弦月的小夜曲〜（綾月芽衣[23]）
- 偶像學園！大家一起來獲得音樂大賞吧！（星宮莓）

2016年
- 劇場版 明治東京戀伽 〜花鏡的幻想曲〜（綾月芽衣[23]）
- 偶像學園！～被盯上的魔法偶活卡～（星宮莓）

2017年
- 劇場版 Fate/kaleid liner 魔法少女☆伊莉雅 雪下的誓言（艾莉嘉·恩茲華斯）

2018年
- 文豪Stray Dogs DEAD APPLE（泉鏡花）

2021年
- 美少女戰士Eternal（帕帕）
- 言語如蘇打般湧現（瑪莉[24]）
- 劇場版 Fate/kaleid liner 魔法少女☆伊莉雅 Licht 無名少女（艾莉嘉·恩茲華斯）
- EUREKA/交響詩篇艾蕾卡7 HI-EVOLUTION（ラ・ラ・ランド）

2022年
- 偶像學園！ 10th STORY ～通往未來的STARWAY～（2022年版）（星宮莓）

2023年
- 偶像學園！ 10th STORY ～通往未來的STARWAY～（2023年版）（星宮莓[25]）
- 北極百貨的秋乃小姐（貓[26]）

2024年
- 劇場版 排球少年！！ 垃圾場的決戰（谷地仁花[27]）

### 遊戲
2010年
- 王國之心 夢中降生（凱莉〈幼年〉）

2011年
- 最終幻想 零式（莫古利）
- 最終幻想XIII-2（莫古利）

2015年
- 白貓Project（コヨミ 小夜未、メロディア、梅洛迪亞）
- 英雄聯盟（柔伊）
- 幻影異聞錄♯FE（琪姬）

2017年
- 聖火降魔錄無双（琪姬）
- 生化危机7（伊芙琳）

2018年
- 超異域公主連結 Re:Dive（禊）
- 聖火降魔錄 英雄雲集（琪姬（幼少期））

2019年
- 魔法紀錄 魔法少女小圓外傳（柊音夢）

2020年
- 聖劍傳說3 玛娜试炼（夏綠蒂）

2021年
- 生化危机 村莊（伊芙琳）

2022年
- 核心:利希特（黛雅.蒙德）
- 熱血硬派國夫君外傳 熱血少女2（京子[28]）
- 勝利女神：妮姬（尤妮）

2024年
- 神魔之塔（斯卡塔赫）
- 暗喻幻想：ReFantazio（嘉莉卡）
- 超機動聯盟 （歐珀）

2025年
- 寶可夢大師（小青）
- Fate/Grand Order（莉莉絲）

### 廣播劇CD
- 小書痴的下剋上：為了成為圖書管理員不擇手段！
  - 廣播劇CD3（漢娜蘿蕾、萊歐諾蕾[29]）
  - 廣播劇CD5（漢娜蘿蕾、萊歐諾蕾[30]）
  - 廣播劇CD6（漢娜蘿蕾[31]）
  - 廣播劇CD7（漢娜蘿蕾、萊歐諾蕾[32]）
  - 廣播劇CD8（漢娜蘿蕾、萊歐諾蕾、芙蘿洛翠亞[33]）
  - 廣播劇CD9（漢娜蘿蕾、萊歐諾蕾[34]）
  - 廣播劇CD10（漢娜蘿蕾、芙蘿洛翠亞、萊歐諾蕾[35]）

### 外語節目配音

#### 電影
- 貓頭鷹守護神（小薇）
- 2012（莉莉）
- 班傑明的奇幻旅程（7歲時的黛西）
- 哈利波特－死神的聖物2（佩妮·德斯禮〈少女時代〉）

#### 動畫
- 公主與青蛙（艾樂兒〈兒童〉）
- 怪怪屋（女子）
- 魔髮奇緣（樂佩公主幼年、街上的少女）
- 星際寶貝（莉蘿）
- 冰雪奇缘（小时候的安娜）

### 電視連續劇
- 愛的劇場 Home Maker 第21-25回 （2004年5月24日 - 28日、TBS電視台） - 山路大輔的同學 森下朋實 役
- 晨間小說連續劇 天花 第22週 （2004年8月23日 - 25日、NHK）
- 八郎〜母之詩、父之詩〜 第3回 （2005年2月7日、NHK） - 八郎的女兒 佐藤鳩子 役
- 火曜推理劇場 緊急救命病院3 （2005年7月12日、日本電視台） - 有村沙紀 役
- どんまい！ 第21-24回 （2005年12月19日 - 24日、NHK） - 並川真太郎的女兒 役
- 松本清張誕生100年特別企畫・疑惑 （2009年1月24日、朝日電視台） - 佐原卓吉的女兒 佐原鶴子 役
- 連續劇特別企画 居酒屋もへじ（2011年9月25日、TBS） - さやか 役
- 星期六大劇場 再捜査刑事・片岡悠介3 （2012年3月24日、朝日電視台） - 藤原瑠璃子 役
- ANTI HERO 第4話（2024年5月5日、TBS） - 遠山香澄 役

### 舞台
- 阿信（阿信幼少期）
- call me Hero！〜ヒーローと呼んで
- 羽衣傳說（イヨ）

## 音樂作品

### 單曲
|            | 發售日        | 標題       | 規格產品編號 | 規格產品編號 | Oricon 最高排名 |
| 初回限定盤 | 發售日        | 標題       | 通常盤       |              | Oricon 最高排名 |
| ---------- | ------------- | ---------- | ------------ | ------------ | --------------- |
| 1st        | 2020年4月29日 | つむじかぜ | VTZL-171     | VTCL-35320   | 31名            |

### 迷你專輯
|            | 發售日         | 標題  | 規格產品編號 | 規格產品編號 | Oricon 最高排名 |
| 初回限定盤 | 發售日         | 標題  | 通常盤       |              | Oricon 最高排名 |
| ---------- | -------------- | ----- | ------------ | ------------ | --------------- |
| 1st        | 2019年10月30日 | smile | VTZL-170     | VTCL-60510   | 28名            |

### 合作歌曲
| 曲名 | 合作作品                               | 年份   |
| ---- | -------------------------------------- | ------ |
|      | 電視動畫《小書痴的下剋上》片頭曲       | 2019年 |
|      | 電視動畫《小書痴的下剋上》第二部片頭曲 | 2020年 |

### 角色歌
| 發售日  | 商品名稱 | 演唱名義           | 歌曲         | 備註                                |
| 2019年  | 2019年   | 2019年             | 2019年       | 2019年                              |
| ------- | -------- | ------------------ | ------------ | ----------------------------------- |
| 3月27日 |          | 可可（諸星堇）     | 「」         | 電視動畫《偶像學園Friends！》插入曲 |
| 4月24日 |          | 綾月芽衣（諸星堇） | 「」         | 電視動畫《明治東京戀伽》插入曲      |
| 2020年  |          |                    |              |                                     |
| 6月24日 |          | 影森滿（諸星堇）   | 「Ready to」 | 電視動畫《動物新世代 BNA》片頭曲    |

## 外部連結
- （日語）官方網站記載簡歷 （页面存档备份，存于）
- （日語）諸星堇的X（前Twitter）
- 諸星堇的Instagram帳戶
- 諸星堇的YouTube頻道 （页面存档备份，存于）

CategoあCategory:日本女演員